# Сентервил (Мериленд)
Сентервил (енгл. Centreville) град је у америчкој савезној држави Мериленд.

## Демографија
По попису из 2010. године број становника је 4.285, што је 2.315 (117,5%) становника више него 2000. године.
| Група             | 2000.         | 2010.         |
| Белци             | 1.540 (78,2%) | 3.559 (83,1%) |
| Афроамериканци    | 379 (19,2%)   | 454 (10,6%)   |
| Азијати           | 11 (0,6%)     | 59 (1,4%)     |
| Хиспаноамериканци | 16 (0,8%)     | 115 (2,7%)    |
| Укупно            | 1.970         | 4.285         |